# Atlanta Nights
Atlanta Nights (in italiano Le notti di Atlanta) è un romanzo del 2004 scritto in collaborazione da un gruppo di scrittori di fantascienza e di fantasy statunitensi, con lo scopo dichiarato di produrre un'opera di qualità pessima, per verificare se la casa editrice a pagamento PublishAmerica, divenuta in seguito America Star Books, l'avrebbe accettata lo stesso: venne infatti accettata, ma, dopo che lo scherzo venne rivelato, l'editore ritirò l'offerta.
L'obiettivo principale dell'iniziativa era mettere alla prova l'affermazione della PublishAmerica di essere una "casa editrice tradizionale" che accetta solo manoscritti di alta qualità. I suoi critici invece da tempo sostenevano che PublishAmerica fosse in effetti una casa editrice a pagamento (in inglese vanity press), che non prestava particolare attenzione alle possibilità di vendere i libri pubblicati, poiché la maggior parte dei guadagni veniva dagli autori, piuttosto che dai lettori. La PublishAmerica, inoltre, aveva fatto delle osservazioni altamente denigratorie sugli autori di fantascienza e di fantasy, poiché molti dei suoi critici appartenevano infatti a quei gruppi; tali giudizi influenzarono la decisione di mettere alla prova pubblicamente in quel modo originale le dichiarazioni della PublishAmerica.

## Origini
La PublishAmerica, ora America Star Books, si definiva una "casa editrice tradizionale", che accettava di pubblicare solo materiale di qualità: nel suo sito internet affermava di ricevere più di settanta manoscritti al giorno, e di cestinarne la maggior parte.
A un certo punto, la PublishAmerica pubblicò, sul suo sito AuthorsMarket, degli articoli che, fra le altre cose, dicevano:
(Author's Market: Never Trust the "Experts")
(Author's Market: Only Trust Your Own Eyes)

## Preparazione

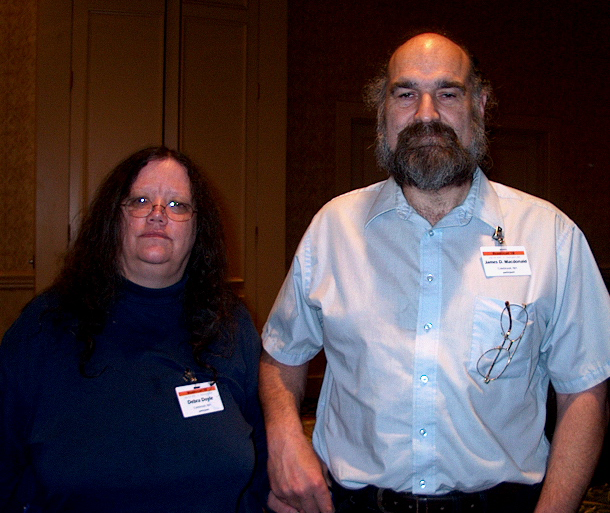
L'autore di fantascienza James D. Macdonald, ritratto con l'autrice Debra Doyle, al Readercon di Burlington, nel 2007

In risposta a questi attacchi, un gruppo di scrittori di fantascienza e di fantasy, sotto la direzione di James D. Macdonald, ha collaborato a un lavoro di qualità deliberatamente bassa, pieno di palesi errori grammaticali, passaggi senza senso, e completamente privo di un intreccio coerente e logico. Lo sforzo fu parzialmente ispirato a un'altra burla letteraria frutto di una collaborazione, Naked Came the Stranger: infatti, il titolo provvisorio di Atlanta Nights era Naked Came the Badfic.
Tra i difetti più macroscopici di Atlanta Nights, differenti capitoli scritti da due autori diversi sullo stesso segmento di trama (13 e 15), un capitolo mancante (21), due capitoli identici parola per parola (4 e 17), due capitoli diversi con lo stesso numero (12 e 12) e un capitolo "scritto" da un software che generava testo in modo casuale basandosi sui pattern trovati nei capitoli precedenti (34). I personaggi cambiano di genere e di etnia, muoiono e poi ricompaiono senza alcuna spiegazione. L'ortografia e la grammatica sono errate e la formattazione è variabile. Le iniziali dei personaggi citati nel libro formano la frase "PublishAmerica is a vanity press" ("la PublishAmerica è una casa editrice a pagamento").
Dietro il suggerimento di Macdonald, nel finale viene rivelato che tutti gli avvenimenti precedentemente narrati non sono altro che un sogno, ma poi il romanzo prosegue ancora per svariati capitoli.

## Presentazione, accettazione, quindi rifiuto
Il manoscritto ultimato venne offerto alla PublishAmerica da una persona rimasta anonima e accettato per la pubblicazione il 7 dicembre 2004.
Gli autori della beffa esaminarono il contratto con i loro legali, e decisero di non proseguire oltre la frode fino alla effettiva pubblicazione del libro: il 23 gennaio 2005 rivelarono tutto pubblicamente. Il giorno dopo, 24 gennaio, la PublishAmerica ritirò il suo assenso alla pubblicazione, affermando che, dopo "ulteriori esami", il romanzo non aveva raggiunto i loro requisiti minimi.

## Pubblicazione
Gli autori pubblicarono allora il libro attraverso la casa editrice on demand Lulu.com, dietro lo pseudonimo di "Travis Tea", devolvendo tutti i profitti allo Science Fiction and Fantasy Writers of America Emergency Medical Fund. La presentazione del romanzo redatta dalla Lulu.com recita: "Atlanta Nights è un libro che non potrebbe che essere stato prodotto da un autore molto ben versato nel concepire trame credibili, ambientato in condizioni attualissime, con personaggi perfettamente credibili. Accettato da una Casa Editrice Tradizionale, di sicuro farà scalpore fra il pubblico".

## Autori
Gli autori dei vari capitoli sono:
- Capitolo 1 - Sherwood Smith
- Capitolo 2 - James D. Macdonald
- Capitolo 3 - Sheila Finch
- Capitolo 4 - Charles Coleman Finlay
- Capitolo 5 - Julia West
- Capitolo 6 - Brook West
- Capitolo 7 - Adam-Troy Castro
- Capitolo 8 - Allen Steele
- Capitolo 9 - Alan Rodgers
- Capitolo 10 - Mary Catelli
- Capitolo 11 - Andrew Burt
- Capitolo 12 - Victoria Strauss
- Capitolo 12 - Shira Daemon (ci sono due capitoli n. 12)
- Capitolo 13 - Vera Nazarian
- Capitolo 14 - Sean P. Fodera
- Capitolo 15 - Teresa Nielsen Hayden
- Capitolo 16 - Ken Houghton
- Capitolo 17 - Charles Coleman Finlay (identico al capitolo 4)
- Capitolo 18 - M. Turville Heitz
- Capitolo 19 - Kevin O'Donnell Jr.
- Capitolo 20 - Chuck Rothman
- Capitolo 22 - Laura J. Underwood (il capitolo 21 non esiste)
- Capitolo 23 - Jena Snyder
- Capitolo 24 - Paul Melko
- Capitolo 25 - Tina Kuzminski
- Capitolo 26 - Ted Kuzminski
- Capitolo 27 - Megan Lindholm/Robin Hobb
- Capitolo 28 - Danica e Brook West
- Capitolo 29 - Rowan e Julia West
- Capitolo 30 - Derryl Murphy
- Capitolo 31 - Michael Armstrong
- Capitolo 32 - Pierce Askegren
- Capitolo 33 - Deanna Hoak
- Capitolo 34 - Generato dal software Bonsai Story Generator
- Capitolo 35 - Catherine Mintz
- Capitolo 36 - Peter Heck
- Capitolo 37 - M. Turville Heitz
- Capitolo 38 -
- Capitolo 39 - Brenda Clough
- Capitolo 40 - Judi B. Castro
- Capitolo 41 - Terry McGarry